# Эллис, Джон (музыкант)
Джон Эллис (англ. John Ellis, родился 1 июня 1952 года) — британский рок-гитарист, получивший широкую известность благодаря участию в группе The Stranglers.

## Биография
Джон Эллис начал свою музыкальную карьеру в паб-рок-группе Bazooka Joe, вместе с вокалистом Стюартом Годдардом, более известным под именем Адам Ант (группа Adam and the Ants).
В середине 1970-х годов Эллис присоединился к панк-группе The Vibrators, с которой записал два успешных альбома.
После перерыва, связанного с развитием соло-карьеры, во время которого он записывался с Питером Хэммилом и Питером Гэбриэлом, гастролировал с Жаном-Жаком Бёрнелом (Euroman Cometh Tour) Джон Эллис вернулся в группу и записал с нею ещё три альбома (Guilty, Alaska 127 и Fifth Amendment), после чего ушёл из Vibrators насовсем, впрочем, сохранив с ними контакт (его можно увидеть в списке сессионных музыкантов на некоторых альбомах группы).
С 1990 года Эллис был гитаристом The Stranglers, группы, которую покинул в марте 2000 года.
На данный момент Джон Эллис занимается различнымы экспериментальными проектами, пишет музыку для художественных выставок и фильмов.

## Дискография

### Синглы
- Babies In Jars / Photostad
- Hit Man / Hollow Graham

### Альбомы
- Microgroove
- Acrylic
- In Rhodt
- Das Geheimnis Des Golem
- Destination Everywhere
- Our Internal Monologue
- Shock Of Contact
- Spic’N'Span